# Carolina de Brandemburgo-Ansbach
Guilhermina Carlota Carolina de Brandemburgo-Ansbach (Ansbach, 1 de março de 1683 – Londres, 20 de novembro de 1737) foi a esposa do rei Jorge II e Rainha Consorte da Grã-Bretanha e da Irlanda, além de Eleitora Consorte de Hanôver de 1727 até sua morte.
Seu pai João Frederico era o soberano da pequena marca germânica de Brandemburgo-Ansbach. Carolina ficou órfã ainda jovem e se mudou para a corte iluminista de seus guardiões, o rei Frederico I da Prússia e sua esposa Sofia Carlota de Hanôver. Ela expandiu na corte prussiana sua anteriormente limitada educação e adotou os ideais liberais de Sofia Carlota, que se tornou uma grande amiga e cujas visões muito a influenciaram durante toda sua vida.
Enquanto jovem, Carolina foi muito procurada como noiva. Depois de recusar a pretensão do arquiduque Carlos da Áustria, rei nominal da Espanha, ela se casou com Jorge Augusto, terceiro da linha de sucessão ao trono britânico e herdeiro aparente do Eleitorado de Hanôver. Eles tiveram oito filhos, sete dos quais sobreviveram até a idade adulta. Carolina se mudou permanentemente para a Grã-Bretanha em 1714 quando seu marido se tornou o Príncipe de Gales. Como Princesa de Gales, ela apoiou Jorge Augusto ao reunir uma oposição política contra o rei Jorge I. O Príncipe de Gales foi expulso da corte em 1717 depois de uma briga familiar. Ela se associou a sir Robert Walpole, um político da oposição que havia sido um ministro do governo. Walpole voltou ao governo em 1720 e Jorge Augusto e o rei se reconciliaram publicamente, seguindo os conselhos do ministro. Nos anos seguintes, Walpole subiu até se tornar o principal ministro do governo.
Carolina ascendeu a rainha e eleitora consorte em 1727 quando seu marido se tornou o rei Jorge II. Seu filho mais velho, Frederico, era o foco da oposição como seu pai anteriormente, e a relação dele com a mãe piorou com o tempo. Tanto como princesa quanto como rainha, Carolina era conhecida por sua influência política, que exercia para e através de Walpole. Seu reinado incluiu quatro regências enquanto Jorge estava em Hanôver e ela é creditada por fortalecer o lugar da dinastia hanoveriana na Grã-Bretanha durante um período de instabilidade política. Sua morte em 1737 foi muito lamentada não apenas pelo povo, mas também pelo próprio rei, que se recusou a casar novamente.

## Início de vida

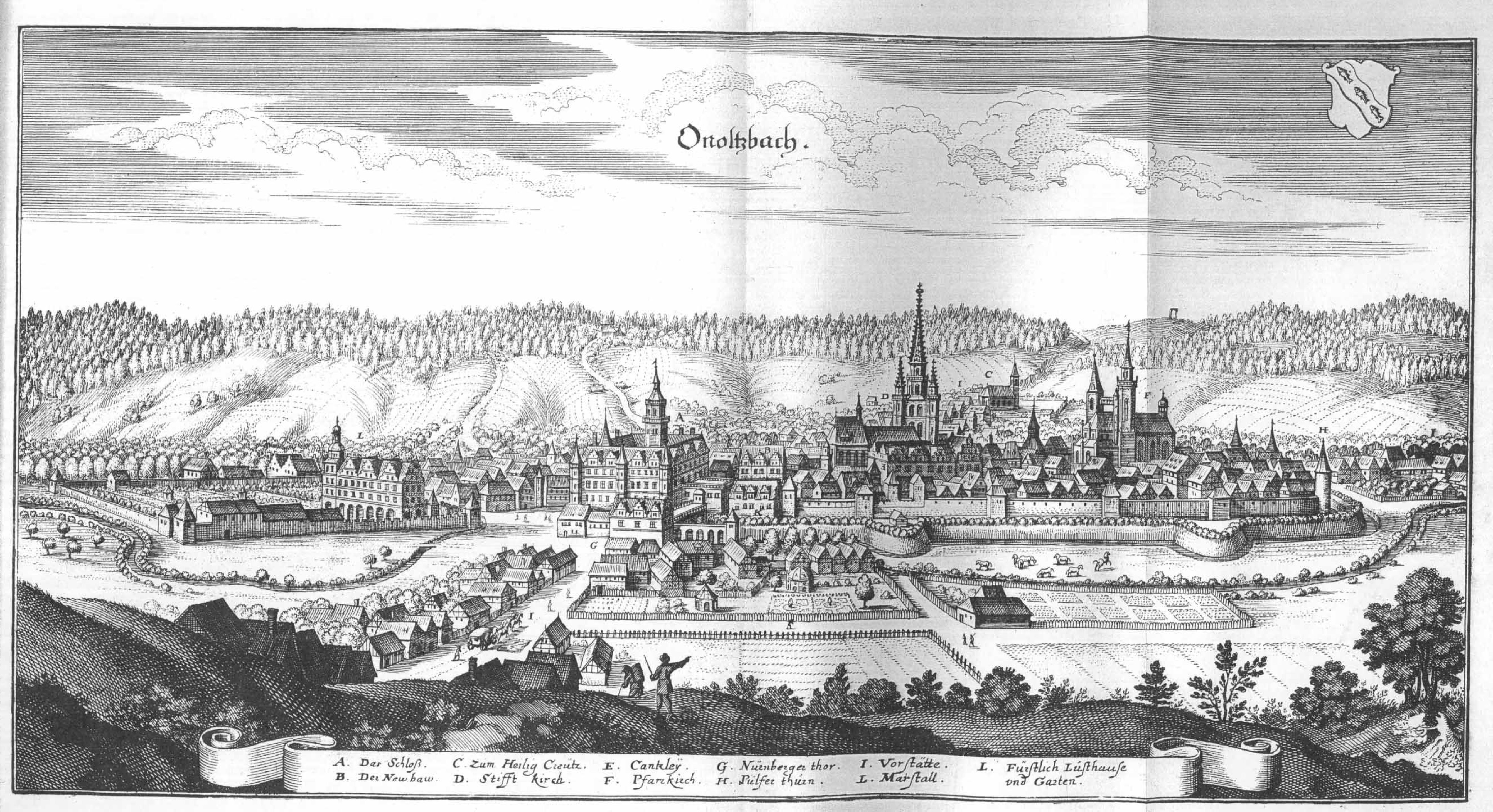
Ansbach no século XVII.

Guilhermina Carlota Carolina nasceu no dia 1 de março de 1683 em Ansbach, filha de João Frederico, Marquês de Brandemburgo-Ansbach, e sua segunda esposa Leonor Edmunda de Saxe-Eisenach. Seu pai era o governante de um dos menores estados do Sacro Império Romano-Germânico; ele morreu de varíola quando Carolina tinha apenas três anos. Ela e seu único irmão Guilherme Frederico deixaram Ansbach com sua mãe, que retornou para sua cidade natal Eisenach. Em 1692, sua mãe foi forçada a entrar em um casamento infeliz com João Jorge IV, Eleitor da Saxônia, e Carolina e Guilherme Frederico se mudaram para Dresden. Leonor Edmunda ficou viúva novamente dois anos depois quando seu marido pegou varíola de uma de suas amantes. Ela acabou morrendo em 1696. Os órfãos voltaram para Ansbach para serem cuidados por seu meio-irmão, Jorge Frederico II. O marquês era jovem e tinha pouco interesse em cuidar de uma menina, assim Carolina se mudou para Lützenburg perto de Berlim, onde ficou aos cuidados de seus novos guardiões, Frederico, Eleitor de Brandemburgo, e sua esposa Sofia Carlota de Hanôver, uma amiga de Leonor Edmunda.

### Educação
Frederico e Sofia Carlota se tornaram os monarcas da Prússia em 1701. A rainha consorte era filha da viúva eleitora Sofia de Hanôver e irmã de Jorge I Luís, Eleitor de Hanôver. Ela era famosa por sua inteligência e personalidade forte, com sua corte liberal e sem censura atraindo muitos grandes acadêmicos, incluindo o filósofo Gottfried Wilhelm Leibniz. Carolina foi exposta a um ambiente intelectual muito diferente de qualquer coisa que tinha vivido antes. Antes de começar sua educação aos cuidados de Sofia Carlota, ela tinha recebido pouca educação formal; sua caligrafia permaneceu ruim por toda a vida. Carolina se desenvolveu em uma acadêmica de considerável habilidade com sua mente ativa. Ela e a rainha desenvolveram um forte relacionamento em que Carolina era tratada como uma filha adotiva; Sofia Carlota afirmou certa vez que Berlim era "um deserto" sem Carolina sempre que ela viajava temporariamente para Ansbach.

## Casamento

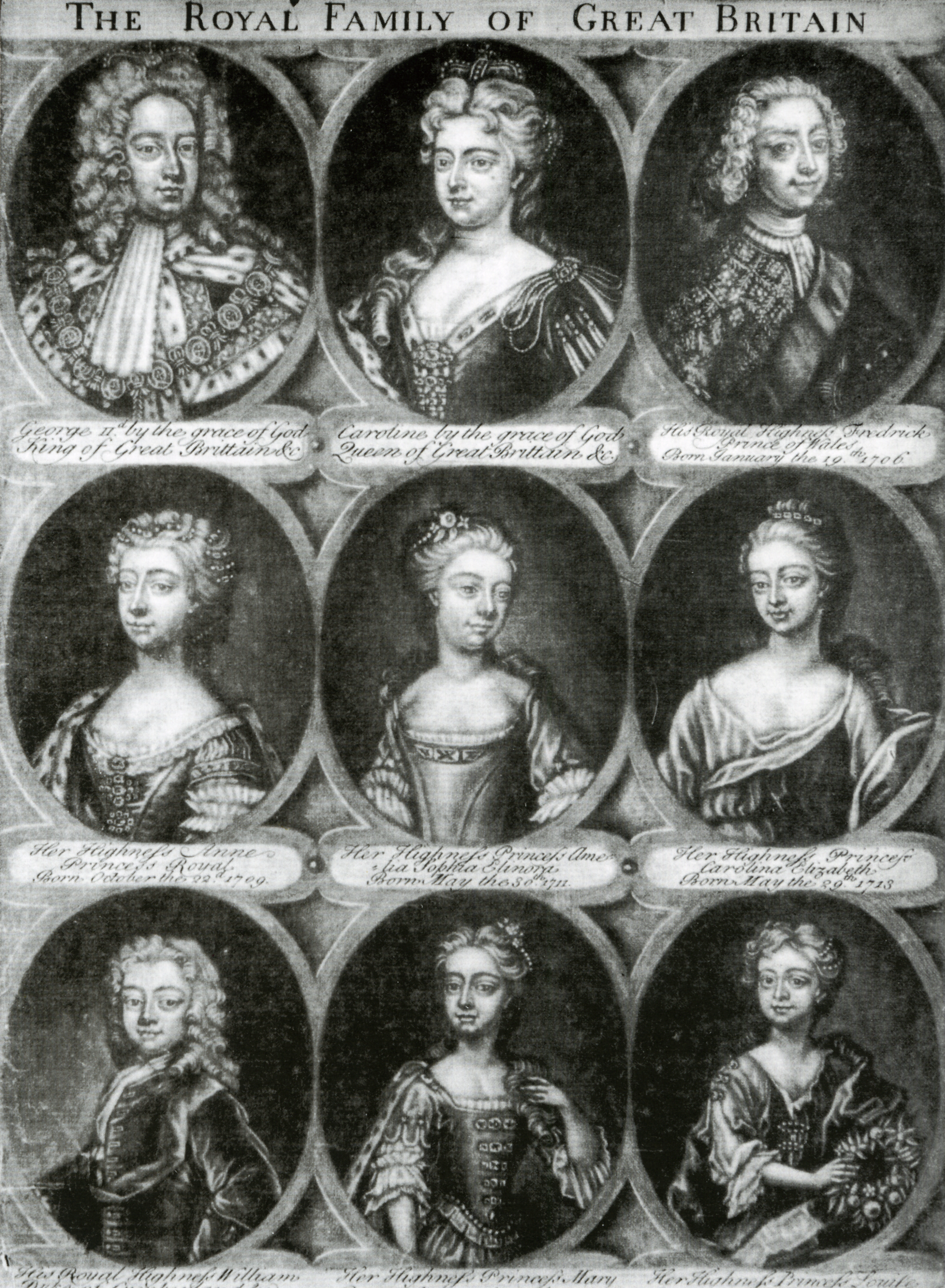
Jorge e Carolina com seus sete filhos que sobreviveram a infância.

Carolina era uma mulher inteligente e atraente, sendo assim muito procurada como noiva. A eleitora Sofia a chamou de "a mais agradável princesa da Germânia". Foi considerada para a mão do arquiduque Carlos da Áustria, candidato ao trono espanhol que mais tarde se tornou imperador do Sacro Império Romano-Germânico. Carlos fez sua pretensão oficial a Carolina em 1703, com a união sendo encorajada pelo rei Frederico da Prússia. Ela recusou no ano seguinte após algumas considerações por não querer se converter do luteranismo ao catolicismo. Sofia Carlota morreu no início de 1705 ao visitar sua nativa Hanôver. Carolina ficou devastada, escrevendo a Leibniz: "A calamidade me envolveu com o sofrimento e tristeza, e me consola apenas a esperança que logo a seguirei".
Jorge Augusto de Hanôver, sobrinho da rainha Sofia Carlota, visitou a corte de Ansbach em junho de 1705 supostamente incógnito para inspecionar Carolina, já que seu pai Jorge I Luís não queria que o filho entrasse em um casamento arranjado sem amor como ele havia feito. Jorge Augusto, sendo o sobrinho de três tios sem filhos, estava sob pressão para se casar e procriar um herdeiro para não colocar em risco a sucessão hanoveriana. Ele tinha ouvido relatos sobre a "beleza incomparável e atributos mentais" de Carolina. Imediatamente se afeiçoou por seu "bom caráter" e um enviado britânico relatou que o príncipe "não pensaria em outra pessoa depois dela". Por sua vez, Carolina não se deixou enganar pelo disfarce de Jorge Augusto e achou o pretendente atraente. Ele era o herdeiro aparente do Eleitorado de Hanôver de seu pai e o terceiro na linha de sucessão do Reino da Grã-Bretanha de sua prima distante a rainha Ana, atrás de sua avó e seu pai.
Carolina chegou em Hanôver no dia 22 de agosto de 1705 para se casar com Jorge Augusto; eles se casaram naquela tarde na capela do palácio em Herrenhausen. Em maio do ano seguinte, estava grávida com seu primeiro filho Frederico, que nasceu em 20 de janeiro de 1707. Em julho, Carolina adoeceu seriamente com varíola e pneumonia. Seu filho foi mantido longe, porém Jorge Augusto permaneceu devotamente ao seu lado, com ele mesmo pegando e sobrevivendo a infecção. Nos sete anos seguintes ela teve mais três filhas: Ana, Amélia e Carolina, todas estas nascidas em Hanôver.
Jorge Augusto e Carolina tiveram um casamento muito bem-sucedido, apesar dele manter amantes como era o costume na época. Carolina sabia bem das infidelidades, já que eram de conhecimento público e ele contava para ela sobre os casos. Suas amantes mais conhecidas eram Henriqueta Howard e Amélia von Wallmoden. Howard era uma das camareiras de Carolina e se tornou a Senhora das Vestes quando seu marido herdou um pariato em 1731, aposentando-se em 1734. Ao contrário de sua sogra e seu marido, Carolina era conhecida por sua fidelidade matrimonial; ela nunca criou cenas embaraçosas ou teve amantes. Ela preferia que as amantes de Jorge Augusto fossem suas damas de companhia, já que acreditava que assim poderia vigiá-las mais de perto.
A sucessão da família de Jorge Augusto ao trono britânico ainda não estava assegurada, já que Jaime Francisco Eduardo Stuart, meio-irmão da rainha Ana, contestava a reivindicação hanoveriana e Ana e a eleitora Sofia tinham se desentendido. A rainha nunca permitiu que qualquer hanoveriano visitasse a Grã-Bretanha durante seu reinado. Carolina escreveu a Leibniz, "Eu aceito a comparação que fez, embora muito lisonjeira, entre mim e a rainha Isabel como um bom presságio. Como Isabel, os direitos da eleitora são negados por uma irmã invejosa [rainha Ana], e ela nunca terá a certeza da coroa inglesa até ascender ao trono". Sofia morreu nos braços de Carolina em junho de 1714 aos 83 anos. Semanas depois a rainha Ana morreu também, e o Eleitor de Hanôver foi proclamado seu sucessor como Jorge I da Grã-Bretanha.

## Princesa de Gales

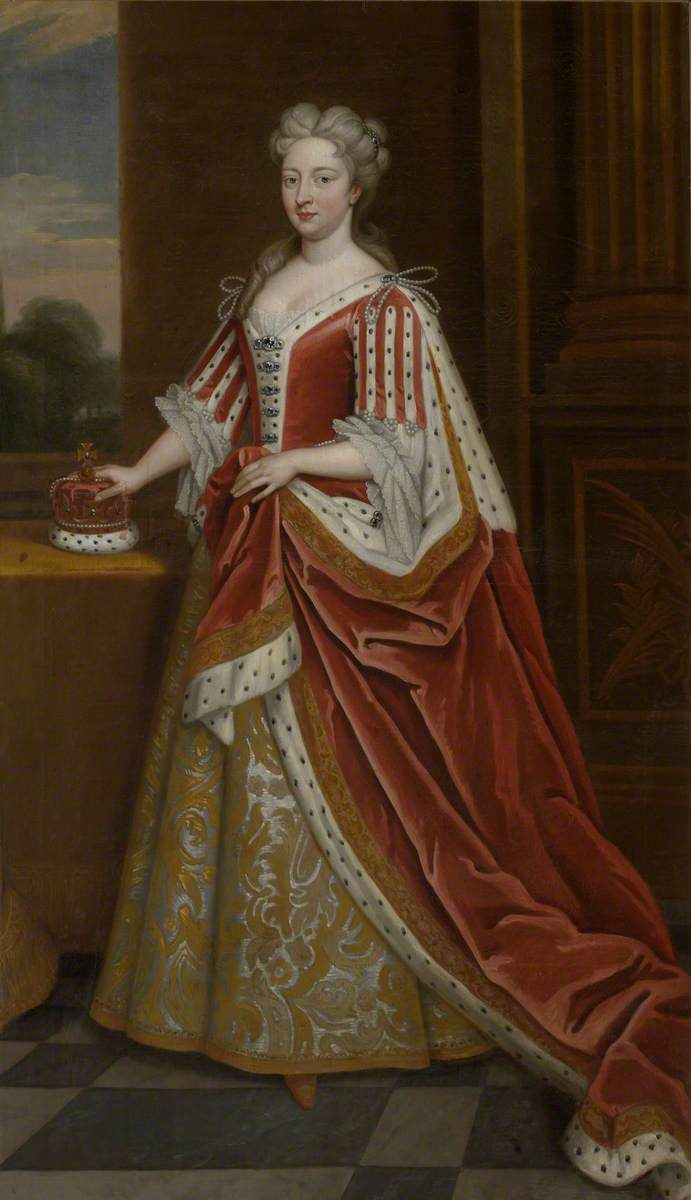
Carolina em 1716, por Godfrey Kneller, na National Portrait Gallery.

Jorge Augusto viajou para a Inglaterra em setembro de 1714; Carolina e duas de suas filhas foram em seguida em outubro. Sua viagem pelo mar do Norte de Haia até Margate foi a única viagem marítima que ela realizou na vida. O príncipe Frederico, seu filho mais velho, permaneceu em Hanôver pelo restante do reinado de Jorge I para ser criado por tutores particulares.
Com a ascensão de Jorge I em 1714, o marido de Carolina automaticamente se transformou no Duque da Cornualha e Duque de Rothesay. Pouco tempo depois ele foi investido como Príncipe de Gales, assim ela se tornou a Princesa de Gales. Carolina foi a primeira mulher a receber o título ao mesmo tempo que o marido. Ela também foi a primeira Princesa de Gales em mais de duzentos anos, com a última sendo Catarina de Aragão. Já que Jorge I havia repudiado em 1694 sua esposa Sofia Doroteia de Brunsvique-Luneburgo antes de se tornar rei, não havia nenhuma rainha consorte e Carolina era a mulher de mais alto escalão no reino. Ela e Jorge Augusto fizeram muitos esforços para se "anglicanizarem", aprendendo a língua inglesa e adquirindo conhecimentos sobre o povo, política e costumes. Duas cortes separadas e de grandes contrastes se desenvolveram; a do rei tinha cortesãos germânicos e ministros do governo, enquanto a do príncipe atraía nobres ingleses em desgraça com o rei, sendo a última considerada a mais popular entre o povo britânico. A oposição política ao rei centrou-se gradualmente ao redor de Jorge Augusto e Carolina.
Carolina teve um bebê natimorto na Inglaterra, evento que sua amiga a Condessa de Buckeburgo atribuiu à incompetência dos médicos ingleses, porém ela teve o príncipe Jorge Guilherme no ano seguinte. No batismo em novembro de 1717, Jorge Augusto brigou com o pai sobre a escolha dos padrinhos, fazendo com que o casal fosse colocado em prisão domiciliar no Palácio de St. James antes de serem banidos da corte. Carolina recebeu permissão de ficar com os filhos, porém recusou por acreditar que seu lugar era junto ao marido. Os dois foram morar na Casa Leicester enquanto seus filhos permanceram com o rei. Carolina foi tomada pela preocupação e desmaiou durante uma visita secreta. Jorge I cedeu em janeiro e permitiu que ela tivesse acesso sem restrições. Jorge Guilherme adoeceu no mês seguinte e o rei também permitiu que Jorge Augusto pudesse visitá-lo no Palácio de Kensington. Quando o bebê morreu, uma autópsia foi realizada para provar que a causa da morte fora uma doença (um pólipo no coração) e não a separação da mãe. Outra tragédia ocorreu em 1718 quando Carolina teve um aborto no Chalé de Richmond, sua residência de campo. Ela teve outros três filhos nos dois anos seguintes: Guilherme, Maria e Luísa.
A Casa Leicester tornou-se local de encontro frequente para oponentes do governo. Carolina formou uma amizade com o político sir Robert Walpole, antigo ministro do governo whig que liderava uma facção descontente do partido. A ala de Walpole do partido se reconciliou com a ala governamental em abril de 1720 e ele e Carolina ajudaram numa reconciliação entre o rei e o Príncipe de Gales pelo bem da unidade pública. Carolina queria ter de volta suas três filhas mais velhas, que permaneciam aos cuidados de Jorge I, e achou que a reconciliação levaria aos seus retornos, porém as negociações foram infrutíferas. Jorge Augusto passou a acreditar que Walpole havia os enganado em um esquema para ganhar poder. O príncipe ficou isolado politicamente quando os whigs de Walpole voltaram para o governo, e a Casa Leicester passou a receber figuras literárias e intelectuais, como John Arbuthnot e Jonathan Swift, em vez de políticos. Arbuthnot contou a Swift que a princesa havia gostado de As Viagens de Gulliver, particularmente a história de um príncipe-herdeiro que usava um sapato de tacão alto e outro baixo em um país onde o rei e seus apoiadores usavam tacão baixo e a oposição alto: um referência pouco disfarçada das inclinações políticas de Jorge Augusto.
A inteligência de Carolina muito ultrapassava a de seu marido, e ela lia avidamente. Ela estabeleceu uma grande biblioteca no Palácio de St. James. Quando jovem se correspondeu com Gottfried Leibniz, o colosso intelectual que era cortesão e faz-tudo da Casa de Hanôver. Carolina mais tarde facilitou a correspondência entre Leibniz e Samuel Clarke, indiscutivelmente a conversa mais importante de filosofia e física do século XVIII. Ela ajudou a popularizar a prática de variolação (uma forma inicial de imunização), que havia sido testemunhada por Mary Wortley Montagu e Charles Maitland em Constantinopla. Seis prisioneiros condenados receberam a chance de passar pela variolação em vez da execução através das instruções de Carolina: todos sobreviveram assim como seis crianças órfãs que receberam o tratamento para aprofundar o teste. Carolina, convencida do valor medicinal, fez seus filhos Amélia, Carolina e Frederico serem inoculados da varíola da mesma maneira. Voltaire escreveu sobre ela para parabenizar seu apoio a variolação, "Devo dizer que apesar de todos seus títulos e coroas, essa princesa nasceu para encorajar às artes e o bem-estar da humanidade; mesmo no trono ela é uma filósofa benevolente; e nunca perdeu uma oportunidade para aprender ou manifestar sua generosidade.

## Rainha e Regente

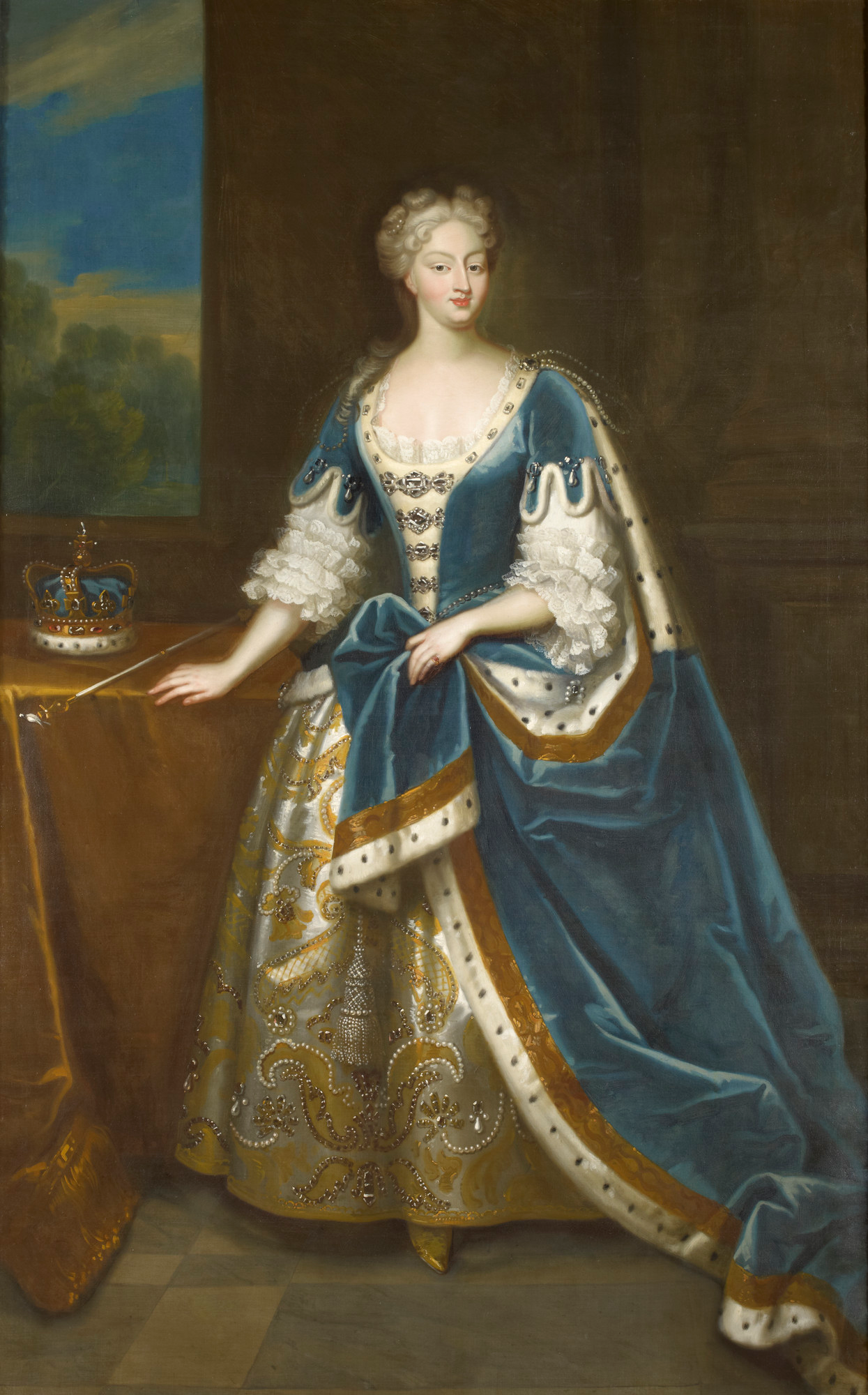
Carolina c. 1730, por Enoch Seeman, na Royal Collection.

Jorge I morreu em 1727 e Jorge Augusto ascendeu ao trono como Jorge II. Carolina se transformou na rainha consorte e foi coroada junto com o marido na Abadia de Westminster em 11 de outubro. Ela se transformou na primeira consorte a ser coroada desde Maria de Módena em 1685. Apesar do novo rei ter chamado Walpole de "desonesto e malandro" sobre os termos da reconciliação com o pai, Carolina aconselhou Jorge II a manter o político como o principal ministro do governo. Walpole comandava uma substancial maioria no parlamento e o rei teve poucas opções além de aceitá-lo ou arriscar uma instabilidade ministerial. O ministro garantiu uma lista civil de pagamentos de até cem mil libras anuais para Carolina e ela recebeu a Casa Somerset e o Chalé de Richmond. O cortesão lorde John Hervey, 2.º Barão Hervey chamou Walpole de "o ministro da rainha" em reconhecimento da relação próxima dos dois. Carolina teve imensa influência política nos dez anos seguintes. Ela persuadiu o rei a adotar políticas em nome de Walpole e persuadiu o ministro contra tomar ações inflamatórias. Carolina havia absorvido as visões liberais de Sofia Carlota, apoiando a clemência para os jacobitas (apoiadores da reivindicação rival Stuart ao trono), liberdade de imprensa e de expressão no parlamento.
Ela e o marido travaram no decorrer dos anos seguintes uma constante batalha contra seu filho Frederico, Príncipe de Gales, que havia ficado em Hanôver quando seus pais foram para a Grã-Bretanha. Ele se reuniu a família em 1728, na época já um adulto com amantes, dívidas e um gosto por jogos de azar e piadas. Ele se opunha ao pai nas crenças políticas, reclamando de sua falta de influência no governo. O Decreto de Regência de 1728 fez de Carolina regente quando Jorge II foi para Hanôver durante cinco meses em 1729, deixando Frederico de lado. Durante sua regência, foi neutralizado um incidente diplomático com Portugal (onde um navio britânico havia sido tomado no rio Tejo) e foram concluídas as negociações do Tratado de Sevilha com a Espanha. Começando em maio de 1732, ela foi regente por quatro meses enquanto o rei estava visitando Hanôver outra vez. Uma investigação no sistema penal revelou amplos abusos, incluindo tratamento cruel e conspirações para libertar presos condenados. Carolina pressionou Walpole por uma reforma, em sua maior parte mal-sucedida. Walpole apresentou ao parlamento em março de 1733 um projeto de lei pouco popular, apoiado pela rainha, porém teve uma oposição tão forte que foi posteriormente retirado.
Toda sua vida na Grã-Bretanha foi passada no sudeste da Inglaterra, em Londres e arredores. Ela continuou a se cercar por artistas, escritores e intelectuais. Carolina colecionava joias, especialmente camafeus e intaglios, adquiriu pinturas e miniaturas importantes e gostava de artes visuais. Ela encomendou trabalhos como bustos de terracota dos reis e rainhas da Inglaterra de John Michael Rysbrack e supervisionou um projeto mais naturalista para os jardins reais por William Kent e Charles Bridgeman. Ela descobriu em 1728 vários desenhos de Leonardo da Vinci e Hans Holbein que estavam em uma gaveta desde o reinado de Guilherme III & II.
Ana, sua filha mais velha, se casou em 1734 com Guilherme IV, Príncipe de Orange, indo morar com o marido nos Países Baixos. Carolina escreveu para filha acerca de sua tristeza "indescritível" sobre sua partida. Ana sentiu saudades e viajou de volta para a Inglaterra quando seu marido entrou em campanha militar. Posteriormente, Jorge e Guilherme mandaram ela voltar para a Holanda.

## Últimos anos

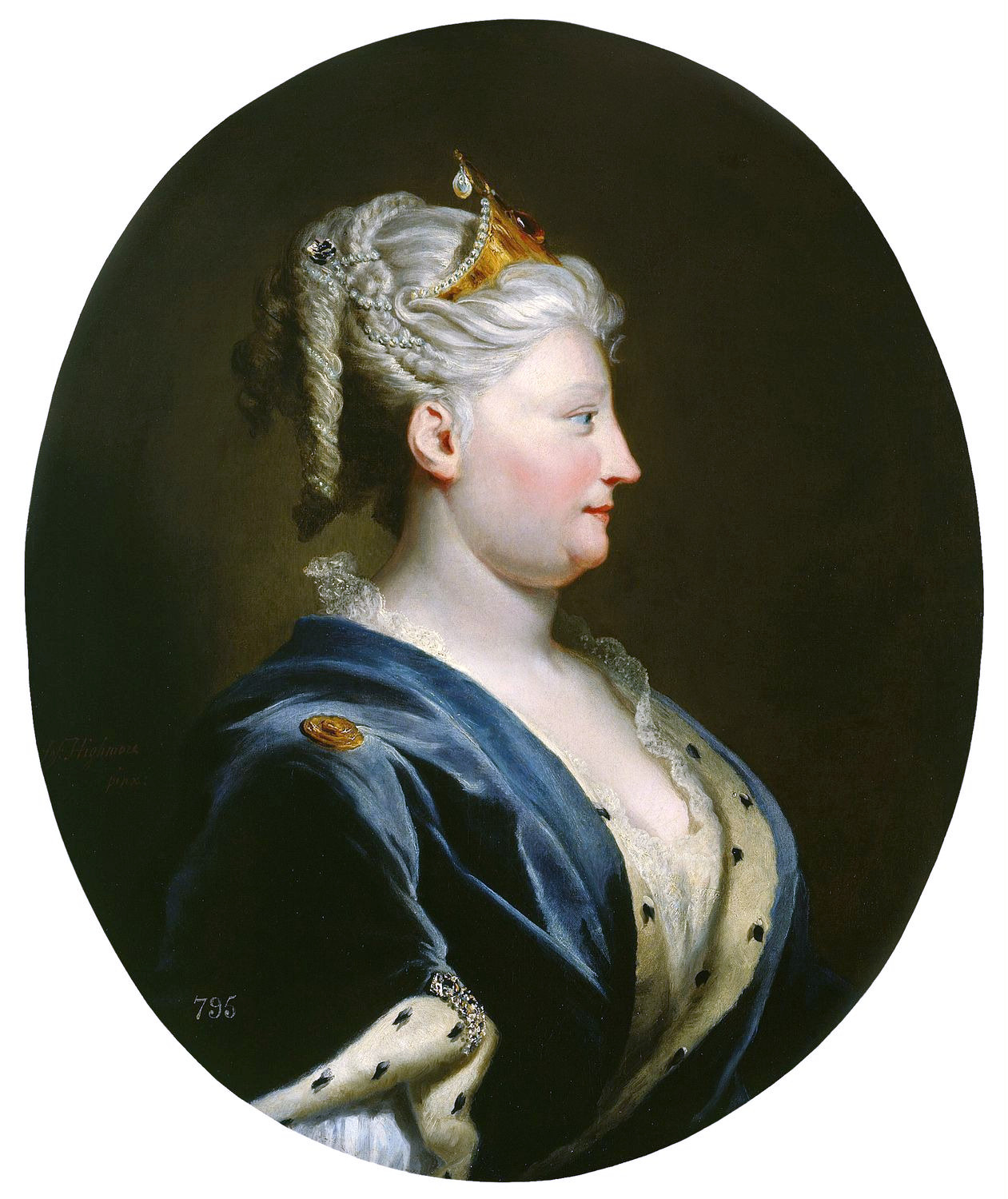
Carolina em 1735, por Joseph Highmore, na Royal Collection.

Frederico ficou consternado outra vez na metade de 1735 quando Carolina foi nomeada novamente regente enquanto Jorge II estava em Hanôver. O rei e a rainha arranjaram em 1736 o casamento do filho com a princesa Augusta de Saxe-Gota. Pouco depois do casamento, Jorge foi para Hanôver e Carolina assumiu seu papel de "Protetora do Reino". Como regente, ela considerou o indulto do capitão John Porteous, que havia sido condenado por assassinato em Edimburgo. Antes dela poder agir, uma turba invadiu a prisão onde Porteous estava e o matou. Carolina ficou chocada. As ausências do rei no estrangeiro estavam gerando impopularidade e no final de 1736 ele planejou seu retorno, porém seu navio ficou preso pelo mau tempo e houve rumores que ele tinha afundado. Carolina ficou devastada e também revoltada com a insensibilidade de Frederico, que realizou um grande jantar enquanto a ventania soprava. Durante sua regência, o Príncipe de Gales tentou iniciar várias brigas com a mãe, quem ele via como uma substituta útil para irritar o rei. Jorge acabou voltando para a Grã-Bretanha em janeiro de 1737.
O Príncipe de Gales pediu sem sucesso ao parlamento um aumento de seus subsídios financeiros, algo que o rei havia lhe negado constantemente, criando uma discórdia pública sobre o dinheiro que acabou separando ainda mais pai e filho. Os subsídios de Frederico foram aumentados seguindo o conselho de Walpole em uma tentativa de mitigar o conflito, porém foi para um valor menor que o príncipe queria. Frederico informou aos pais em junho de 1737 que Augusta estava grávida, com previsão de parto para outubro. Na realidade a data verdadeira era mais cedo e um episódio peculiar aconteceu em julho em que o príncipe, ao descobrir que a esposa estava entrando em trabalho de parto, furtivamente a tirou do Palácio de Hampton Court no meio da noite para garantir que o rei e a rainha não estivessem presentes no nascimento da criança. Jorge e Carolina ficaram horrorizados. Tradicionalmente, nascimentos reais eram testemunhados por membros da família e pelos principais cortesãos para impedir uma criança supostícia. Augusta foi forçada a andar em uma carruagem que não parava de chacoalhar por uma hora e meia enquanto grávida e em dor. A rainha, junto com duas de suas filhas e lorde Hervey, correu para o Palácio de St. James, onde Frederico havia levado a esposa. Carolina ficou aliviada ao descobrir que Augusta havia dado à luz a uma "ratinha pobre, feia e pequena" em vez de um "menino grande, gordo e saudável", já que a lamentável natureza da criança deixou improvável a existência de uma criança supostícia. As circunstâncias do nascimento aumentaram o distanciamento entre mãe e filho. De acordo com lorde Hervey, ela certa vez afirmou, ao ver Frederico passar: "Olhe, lá vai ele – aquele desgraçado! – aquele vilão! – Desejo que o chão se abrisse neste momento e afundasse o monstro até o buraco mais profundo no inferno!".
Em seus últimos anos de vida, Carolina sofreu de gota nos pés, porém mais seriamente ela sofria de uma hérnia umbilical do nascimento de sua última filha em 1724. Ela sentiu uma imensa dor em 9 de novembro de 1737 e, depois de lutar para permanecer numa recepção formal, foi para a cama. Seu útero se rompeu. Nos dias seguintes ela foi sangrada, purgada e operada sem anestésicos, porém seu estado não melhorou. Jorge não permitiu que Frederico fosse ver a mãe, uma decisão que Carolina apoiou; ela mais tarde enviou através de Walpole uma mensagem de perdão ao filho. Carolina pediu para Jorge se casar novamente depois de sua morte, porém ele se negou e afirmou que teria apenas amantes; ela respondeu "Ah, mon Dieu, cela n'empêche pas" ("Meu Deus, isso não o impede"). Seus intestinos presos estouraram em 17 de novembro, e ela morreu no Palácio de St. James em 20 de novembro de 1737
Carolina foi enterrada na Abadia de Westminster em 17 de novembro. Frederico não foi convidado para o funeral. Georg Friedrich Händel compôs um hino para a ocasião, "The Ways of Zion Do Mourn / Funeral Anthem for Queen Caroline" ("Os Caminhos de Sião Pranteiam / Hino Fúnebre para a Rainha Carolina"). O rei mandou fazer dois caixões iguais com laterais removíveis, assim eles poderiam ficar juntos novamente em sua morte (23 anos depois).

## Legado

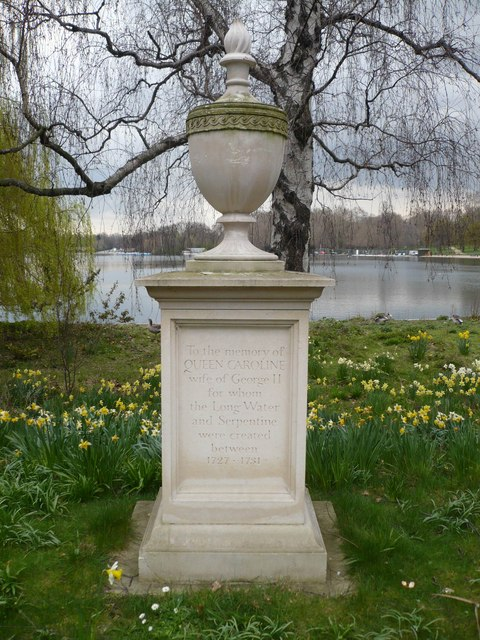
Memorial nas margens do lago Serpentine, Londres.

A morte de Carolina foi muito lamentada. Os protestantes enalteceram seu exemplo moral, e até mesmo os jacobitas reconheceram sua compaixão e sua intervenção no lado da misericórdia por seus compatriotas. Sua recusa de se converter ao catolicismo para poder se casar com o arquiduque Carlos da Áustria foi usada durante seu tempo de vida para representá-la como uma forte defensora do protestantismo.
Ela foi amplamente vista tanto pelo público quanto pela corte como tendo uma grande influência sobre seu marido. As memórias do século XVIII, particularmente as de lorde Hervey, alimentaram ainda mais a percepção que Carolina e Walpole governavam Jorge II. Peter Quennell escreveu que Hervey foi o "crônico desta coalizão notável" e que ela era a "heroína" do lorde. Usando tais fontes, biógrafos dos séculos XIX e XX deram-lhe crédito por estabelecer a Casa de Hanôver na Grã-Bretanha mesmo com a oposição jacobita. R. L. Arkell escreveu, "por sua perspicácia e genialidade, [Carolina] garantiu o enraizamento da própria dinastia na Inglaterra", e W. H. Wilkins diz que sua "personalidade graciosa e digna, seus ideais sublimes e vida pura muito fizeram para compensar a impopularidade de seu marido e sogro, e redimir o início da era jorgiana da grosseria absoluta". Apesar de historiadores modernos tenderem a acreditar que Hervey, Wilkins e Arkell superestimaram sua importância, é provável que Carolina tenha sido uma das consortes mais influentes da história da Grã-Bretanha.

## Títulos, estilos, honras e brasão

### Títulos e estilos
- 1 de março de 1683 – 22 de agosto de 1705: "Sua Alteza Sereníssima, a Princesa Carolina de Brandemburgo-Ansbach" [83]
- 22 de agosto de 1705 – 27 de setembro de 1714: "Sua Alteza Sereníssima, a Princesa-Eleitora de Hanôver" [84]
- 9 de novembro de 1709 – 1 de agosto de 1714: "Sua Alteza Real, a Duquesa de Cambridge"
- 1 de agosto de 1714 – 11 de junho de 1727: "Sua Alteza Real, a Duquesa da Cornualha"
  - Na Escócia: "Sua Alteza Real, a Duquesa de Rothesay"
- 27 de setembro de 1714 – 11 de junho de 1727: "Sua Alteza Real, a Princesa de Gales" [85]
- 11 de junho de 1727 – 20 de outubro de 1737: "Sua Majestade, a Rainha" [86]

### Honras
O Condado de Caroline, Virgínia, Estados Unidos, foi nomeado em sua homenagem ao ser fundado em 1727.

### Brasão

Brasão de armas de Carolina como rainha consorte da Grã-Bretanha.

Como rainha consorte, Carolina usava o real brasão de armas da Grã-Bretanha de seu marido impalado pelo brasão de seu pai. No lado dexter: esquatrelado, I goles, três leões passant guardant or em pala (pela Inglaterra) empalando or, um leão rampant dentro de um treassure flory-contra-flory goles (pela Escócia); II azure, três flores-de-lis or (pela França); III azure, uma harpa or com cordas argente (pela Irlanda); IV, terciado em pala e em asna (por Hanôver), I goles, dois leões passant guardant or (por Brunsvique), II or, uma semé de corações goles, um leão rampant azure (por Luneburgo), III goles, um cavalo courant argente (por Vestfália); em cima um escudo interior goles com a coroa de Carlos Magno em or (pela dignidade do Arquitesoureiro do Sacro Império Romano-Germânico). No lado sinister: esquatrelado de quinze, I por faixa goles e argente, dentro de uma margem contra-alternada das mesmas cores (por Magdeburgo); II argente, uma águia ostentada sable, coroada or; III or, um grifo segreant goles, coroado; IV e V argente, um grifo segreant goles; VI or, um grifo segreant sable; VII argente, uma águia ostentada sable (por Krosno); VIII por pala argente e goles dentro de uma margem contra-alternada das mesmas cores (por Halberstadt); IX argente, uma águia ostentada sable; X or, um leão rampant sable, coroado, dentro de uma margem goboné argente e goles (por Nuremberga); XI goles, duas chaves em sautor or (por Minden); XII, esquatrelado argente e sable (por Hohenzollern); XIII goles, figura argente; XIV por faixa goles e argente; XV campo todo goles (por direito de regalia); em cima um escudo interior argente, um águia ostentada sable (por Brandemburgo).

## Descendência
Carolina engravidou dez vezes e teve oito filhos. Um deles morreu ainda criança e os outros sete chegaram à idade adulta.
| Nome                           | Nascimento             | Morte                   | Observações                                                                 |
| ------------------------------ | ---------------------- | ----------------------- | --------------------------------------------------------------------------- |
| Frederico, Príncipe de Gales   | 1 de fevereiro de 1707 | 31 de março de 1751     | Casou-se com Augusta de Saxe-Gota em 1736, com descendência.                |
| Ana, Princesa Real             | 2 de novembro de 1709  | 12 de janeiro de 1759   | Casou-se com Guilherme IV, Príncipe de Orange em 1734, com descendência.    |
| Amélia                         | 10 de junho de 1711    | 31 de outubro de 1786   |                                                                             |
| Carolina                       | 10 de junho de 1713    | 28 de dezembro de 1757  |                                                                             |
| Filho natimorto                | 20 de novembro de 1716 | 20 de novembro de 1716  |                                                                             |
| Jorge Guilherme                | 13 de novembro de 1717 | 17 de fevereiro de 1718 | Morreu na infância.                                                         |
| Guilherme, Duque de Cumberland | 26 de abril de 1721    | 31 de outubro de 1765   |                                                                             |
| Maria                          | 5 de março de 1723     | 14 de janeiro de 1772   | Casou-se com Frederico II, Conde de Hesse-Cassel em 1740, com descendência. |
| Luísa                          | 18 de dezembro de 1724 | 19 de dezembro de 1751  | Casou-se com Frederico V da Dinamarca e Noruega em 1743, com descendência.  |